# Saprinus addendus
Saprinus addendus är en skalbaggsart som beskrevs av Rolf Martin Theodor Dahlgren 1964. Saprinus addendus ingår i släktet Saprinus och familjen stumpbaggar. Inga underarter finns listade i Catalogue of Life.